# Arrondissement

Administrativní systém Francie

Arrondissement (z francouzského arrondir – zakulatit) je označení dvou typů územně-správních jednotek ve Francii, Belgii a Quebeku.

## Francie
V současnosti se Francie dělí do 342 arrondissementů. Hlavní město (francouzsky chef-lieu) takového arrondissementu se nazývá podprefektura (francouzsky sous-préfecture). Arrondissement se dále dělí na kantony (francouzsky canton), které se opětovně skládají z obcí (francouzsky commune). Nadřazeným správním celkem jsou departementy.
Velká města jako Paříž, Marseille, Bordeaux a Lyon se dělí rovněž do těchto arrondissementů, například v Paříži jich je 20. V tomto případě se mluví o komunálních arrondissementech (tj. městských obvodech), které se vždy dělí na 4 administrativní městské čtvrti a v administrativní hierarchii dosahují stejné úrovně jako kantony.

## Belgie
Také v Belgii jsou arrondissementy (obvod, okrsek) částí správní struktury, správní dělení je podobné jako ve Francii.

## Frankofonní Kanada
Stejným způsobem jsou rozdělena i některá města v provincii Québec, například Montreal, Gatineau, Québec, Saguenay, Longueuil a Sherbrooke.